# 크리스타 브릿지
크리스타 브리지스(Krista Bridges, 1968년 11월 4일 ~ )는 캐나다의 배우이다.
온타리오주에서 태어났다.

## 출연 작품
- 썸타임즈 더 굿 킬 (2017년)
- 코코넛 히어로 (2015년)
- 몰리 맥스웰 (2012년)
- 더 레서 블레시드 (2012년) - 앤티 역
- 헤이츠 (2012년) - 메리 제이콥슨 역
- 388 아레타 에비뉴 (2011년) - 캐서린 역
- 크라이 오브 더 아울 (2009년)
- 북극광 (2005년)
- 랜드 오브 데드 (2005년)
- 레프트 비하인드 2 (2002년)
- 나크 (2002년) - 오드리 텔리스 역
- 레프트 비하인드 (2001년) - 아이비 골드 역
- 살인 청부 (1997년)
- 할리퀸 - 위험한 미인 (1994년)
- 소프트 디시트 (1994년)
- 포에버 나이트 (1989년)

### 텔레비전
- 히어로즈 시즌5
- 더럼 카운티 (2007년)
- 리퍼블릭 오브 도일